# Nevil Skrimshire
Nevil Skrimshire (* 11. April 1923 in Sydenham, England; † 24. Februar 2010) war ein britischer Jazzgitarrist, Banjospieler des Traditional Jazz, Musikproduzent und Autor.

## Leben
Skrimshire spielte mit Lennie Hastings (1950), Dick Sudhalter, Diz Disley, Humphrey Lyttelton, Big Bill Broonzy, Mick Mulligan, John R. T. Davies, Alex Welsh, George Melly sowie Freddy Randall, wobei er als „einer der führenden britischen Rhythmusgitarristen“ kaum solistisch in Erscheinung trat, und gehörte zu Bob Corts Skiffleband. Auch nahm er unter dem Pseudonym Nigel Sinclair auf, als er für die EMI arbeitete und deren Programme für Radio Luxemburg zusammenstellte. Anfang der 1960er Jahre lehnte er einen Plattenvertrag mit den Rolling Stones ab, da Mick Jagger auf der eingereichten Probeaufnahme nicht sang. Im Bereich des Jazz wirkte Nevil Skrimshire, der 2010 im Alter von 86 Jahren starb, zwischen 1979 und 2010 bei 28 Aufnahmesessions mit. Zwischen 1979 und 1982 war er Herausgeber des Jazz Journal. Als Autor schrieb er u. a. für das New Grove Dictionary of Jazz sowie Liner Notes für Produktionen von Count Basie, Charlie Christian und der Spirits of Rhythm.

## Diskographische Hinweise
- Gerard Bielderman: Nevil Skrimshire Discography. 2000.

## Publikationen
- Brian Rust, Malcolm Shaw, Nevil Skrimshire: The Victor (Music Recordings) Master Book: Volume 2 – Indexes from 1925 – 1936 1969